# Montana Jones
Montana Jones var en amerikansk tegnefilmserie, tegnet i Japan, og vist fra 1994 til 1995. Serien blev i Danmark vist på TV3, i slutningen af 1990'erne.

## Handling
Serien handler om den Indiana Jones inspirerede løve, Montana Jones. Montana er arkæolog, ligesom Indiana Jones, og serien foregår også omkring 2. verdenskrig. Episoderne foregår bl.a. i Cambodja, Mexico og Frankrig. Faktisk foregår en episode i Danmark.

## Personer

### Montana Jones
Montana søger altid det ukendte og er ikke bange for at gøre farlige ting. Sammen med sin onkel Alfred, rejser han jorden rundt for at finde skatte til Alfreds lærer, Gerrit. Gruppens planer bliver ofte ødelagt af Lord Zero. Montana arbejder i sin tantes restaurant for at kunne betale sin flyvemaskine Kitty, en Supermarine GS vandflyver, der altid har brug for reparation. Han bor på kysten i Boston.

### Alfred Jones
Alfred elsker at studere gamle kulturer, mærkelige sprog og skatte. På den anden side hader han dog at rejse, og farlige ting. Og han kan ikke svømme. Disse ting gør ham stik modsat hans nevø Montana. Men sammen er de et godt hold. Alfred elsker sin mor, og spiser ofte spaghetti bolognese.

### Melissa Sone
Melissa Sone hjælper ofte Montana og Alfred, og er datter af en diplomat. Hun er selv journalist og nyder at shoppe og tage på eventyr med Alfred og Montana. I den sidste episode afsløres det at hendes far er Professor Gerrit, hvilket forklarer hvorfor Melissa altid var det rette sted, på det rette tidspunkt, til at hjælpe Montana og Alfred. 

### Lord Zero
Lord Zero er seriens skurk, som altid forsøger at snuppe de hemmelige skatte lige for næsen af Montana og Alfred. Som regel går hans planer i vasken pga. en fejl fra hans kompagnonger Slim, Slam eller Dr. Nitro. Lord Zeros vandrestav har en masse funktioner som han bruger til sin fordel. Han er altid i dårligt humør.

### Slim & Slam
Slim og Slam er de dumme medhjælpere til Lord Zero. De er ofte skyld i at ødelægge Lord Zeros planer.

### Dr. Nitro
Doctor Nitro er Lord Zeros professor, og er et rigtigt geni. Han opfinder hele tiden nye maskiner der skal hjælpe Lord Zero med at få fat på skattene.

## Danske stemmer
- Esper Hagen
- Vibeke Hastrup
- Johan Vinde Larsen
- Peter Røschke
- Niels Weyde